# Haruyo Shimamura
Haruyo Shimamura (japanska: 島村 春世), född 4 mars 1992 i Kamakura, Japan, är en volleybollspelare (center). Hon spelar för Japans damlandslag i volleyboll och för klubblaget NEC Red Rockets. Med landslaget har hon tagit guld vid asiatiska mästerskapet 2017 samt deltagit vid OS 2016, VM 2018, OS 2020 och VM 2022. 